# 抱茎叶无柱兰
抱茎叶无柱兰（学名：Amitostigma amplexifolium）是兰科无柱兰属的植物，是中国的特有植物。分布于中国大陆的四川等地，生长于海拔300米的地区，多生长在林下，目前尚未由人工引种栽培。